# Zdeněk Bárta
Zdeněk Bárta (* 22. března 1949 Praha) je český evangelický farář a bývalý politik, který v letech 2000–2006 zastával úřad senátora v obvodu Litoměřice. Do horní komory kandidoval jako společný kandidát Čtyřkoalice navržený za KDU-ČSL. V roce 2006 získal při obhajobě svého mandátu 8,63 % a skončil tak jako kandidát KDU-ČSL a Strany zelených až na 5. místě.
Během svého působení v Senátu proslul několika činy, které byly považovány za kontroverzní, například navrhovanou žalobou proti prezidentovi Václavu Klausovi z velezrady kvůli tomu, že údajně blokoval jmenování kandidátů členů Ústavního soudu, a dále pak také tím, že hlasoval pro přijetí zákona o registrovaném partnerství.

## Životopis
Zdeněk Bárta, který absolvoval Gymnázium Na Zatlance a následně vysokoškolská studia teologie, má disentskou minulost. Roku 1977 podepsal jako jeden z prvních Chartu 77, spolupracoval s VONSem. Roku 1989 stál v čele sametové revoluce na Litoměřicku. Počátkem devadesátých let 1990–1992 byl členem českého parlamentu (ČNR). Před svým zvolením do Senátu roku 2000 působil v Litoměřicích jako evangelický kazatel.
V současnosti (2021) je dobrovolníkem a členem Dozorčí rady střediska Diakonie ČCE v Litoměřicích.
V letech 2014-2019 byl členem Rady Ústavu pro studium totalitních režimů. Podruhé již zvolen opakovaně nebyl.

### Kazatelské působení
- od 1. ledna 1974 do 30. dubna 1980 – Chotiněves (vikář)
- od 1. května 1980 do 31. prosince 1986 – bez tzv. státního souhlasu
- od 1. ledna 1987 do 6. června 1990 – Chotiněves (vikář)
- od 7. června 1990 do 4. června 1992 – uvolněn pro funkci poslance ČNR
- od 5. června 1992 do 15. června 1992 – Chotiněves (vikář)
- od 15. června 1992 do 31. prosince 1996 – Litoměřice (vikář)
- od 1. ledna 1997 do 31. prosince 2000 – Litoměřice (farář)
- 2000 – 2006 – mimo církevní službu (senátor)
- od 1. prosince 2007 do 31. prosince 2011 – konsenior Ústeckého seniorátu (zástupce seniora)
- od 1. dubna 2011 do 31. března 2017 – Litoměřice (farář)